# 無人霊柩車殺人事件
『無人霊柩車殺人事件』（むじんれいきゅうしゃさつじんじけん）は、1980年にテレビ朝日系「土曜ワイド劇場」で放送されたテレビドラマ。主演は坂上二郎と伊藤孝雄。
1998年には、同枠で神田正輝・篠田三郎主演のリメイク版が放送された（後述）。

## キャスト
- 松田（神奈川県警捜査一課刑事） - 坂上二郎
- 倉森征子（倉森の妻） - 長内美那子
- 堀留珠江（バー「シルビア」のママ） - 片桐夕子
- 沖マユミ（珠江の隣人） - 左時枝
- 斉藤（神奈川県警捜査一課刑事・松田の部下） - 村嶋修
- 福島（画家・珠江の愛人） - 井上昭文
- 高橋（葬儀屋） - 江幡高志
- 貴金属店主 - 土方弘
- 高橋昭一（高橋の息子） - 清水昭博
- 倉森留美子（倉森の娘） - 松下実加
- 大沢（珠江の愛人） - 草野大悟
- 倉森（神奈川地検検事） - 伊藤孝雄
- 笠井一彦、依田英助、立花一男、柄沢英二、相原巨典、橘田良江、七瀬久美、直井おさむ、樋口のり子、小田草之介、高木信夫、篠原靖夫、小森英明、平野邦洋、渡辺康司、藤原哲也、斎藤幸徳

## スタッフ
- 原作 - 小林久三『走る無人霊柩車』
- 脚本 - 池田雄一
- 監督 - 長谷和夫
- 音楽 - 津島利章
- プロデューサー - 江夏浩一、塙淳一
- 制作 - テレビ朝日、松竹

## リメイク版
『無人霊柩車』（むじんれいきゅうしゃ）は、1998年にテレビ朝日系「土曜ワイド劇場」で放送されたテレビドラマ。主演は神田正輝と篠田三郎。

### キャスト（リメイク版）
- 松田和夫（函館西署刑事） - 神田正輝
- 倉森律子（倉森の妻） - 高橋惠子
- 堀留珠江（料亭「堀留」の女将） - 影山仁美
- 松田彩子（松田の妹・警察官） - 中島宏海
- 倉森正子（倉森の母・律子の姑） - 柳川慶子
- 倉森哲造（倉森の父） - 穂高稔
- 高木（検事正） - 須永慶
- 安永幸吉（葬儀屋） - 篠田薫
- 安永昭一（安永の息子） - ヨースケ
- 倉森由香（倉森の娘） - 長尾麻未
- 沖アケミ（珠江の隣人） - 白石珠江
- 福島清次（珠江の愛人） - 高品剛
- 大沢喜久男（運送会社経営者） - 塙恵介
- 川村係長（函館西署刑事係長） - 中原丈男
- 清水（函館西署刑事） - 高橋克実
- ラジコン愛好家 - 大塚洋
- 事務官 - 横尾三郎
- 倉森国男（検事） - 篠田三郎
- 玉木文子、臼井政子、北山恵子、桶本建郎、豊岡信悟

### スタッフ（リメイク版）
- 原作 - 小林久三『走る無人霊柩車』
- 脚本 - 安本莞二
- 監督 - 山本迪夫
- プロデューサー - 野木小四郎、千原博司、塙淳一
- 制作 - テレビ朝日、大映テレビ